# Heinrich Maria Ledig-Rowohlt-Preis

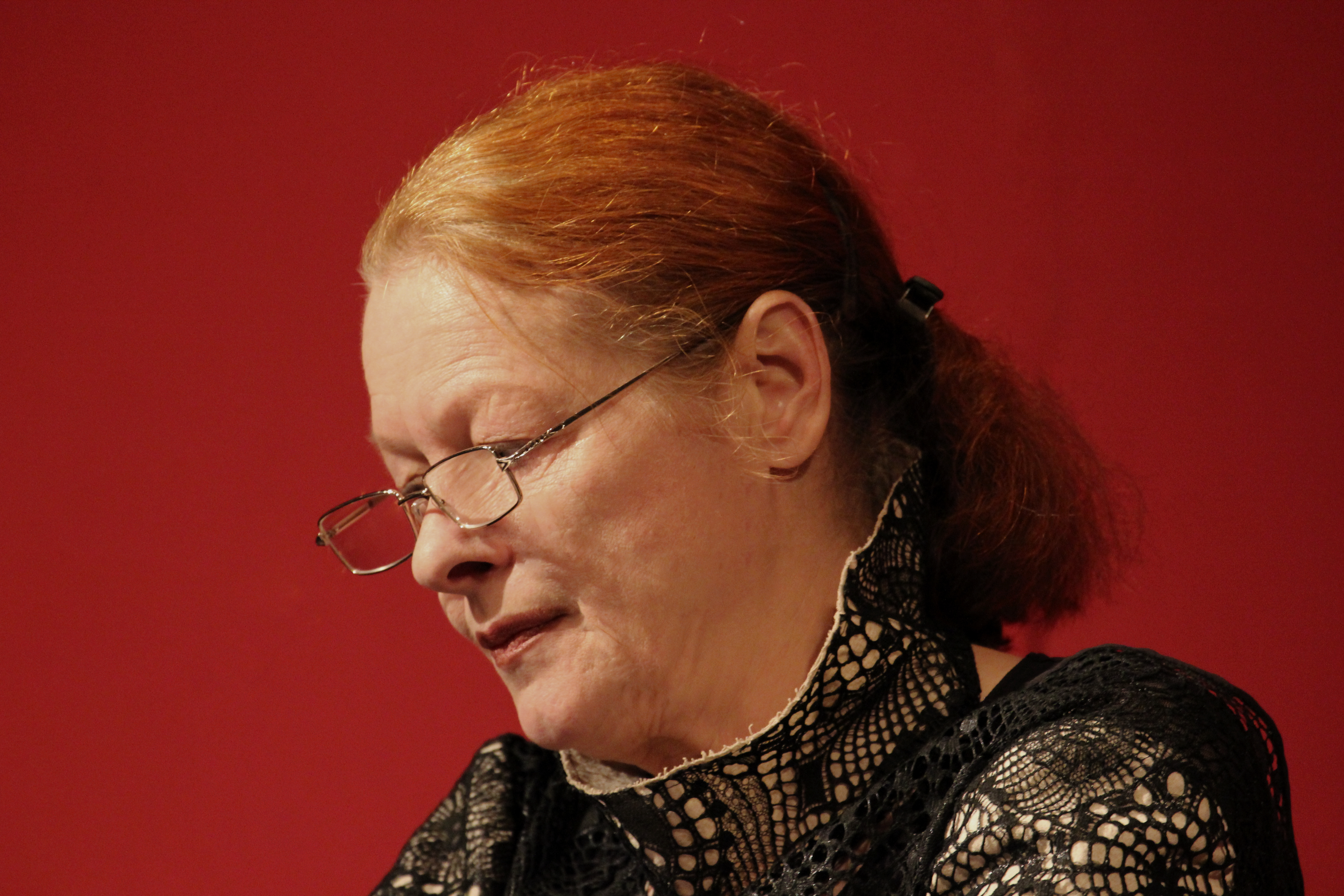
Melanie Walz, 2015

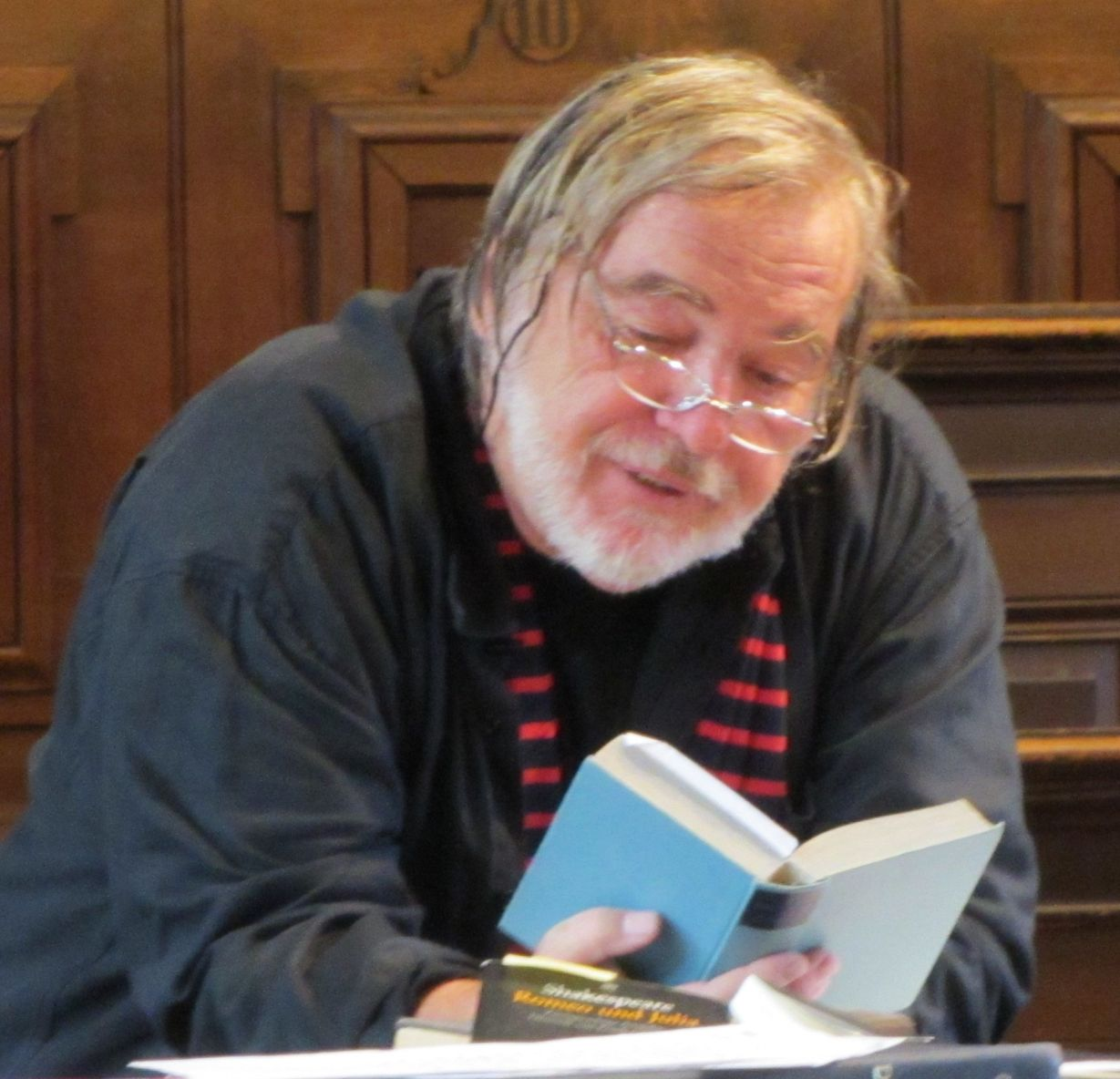
Frank Günther, 2013

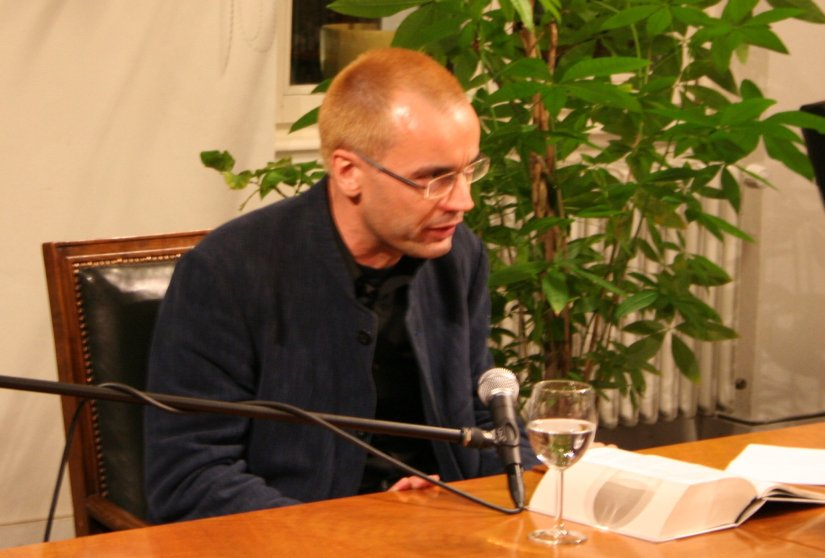
Ulrich Blumenbach, 2010

Der Heinrich Maria Ledig-Rowohlt-Preis ist ein deutscher Literaturpreis für literarische Übersetzer. Seit 1992 wird er jährlich von der Heinrich Maria Ledig-Rowohlt-Stiftung vergeben und im Rahmen der Frankfurter Buchmesse überreicht. Er ist mit 15.000 Euro dotiert. Benannt ist er zum Gedächtnis von Heinrich Maria Ledig-Rowohlt, einem der erfolgreichsten Verleger der Bundesrepublik Deutschland, der selbst auch übersetzerisch tätig war. 

„Im Rahmen meiner verlegerischen Arbeit bin ich von jeher an Übersetzungen und ihren Problemen ganz besonders interessiert, und da ich auch selber einiges übertragen habe, weiß ich Ihre Leistung voll und ganz zu würdigen.“

Ausgezeichnet werden „herausragende Leistungen auf dem Gebiet der literarischen Übersetzung“. Die Jurymitglieder werden von der 1992 eingerichteten Hamburger Stiftung berufen.

## Preisträger
- 1992: Hans Wolf
- 1993: Reinhard Kaiser
- 1994: Maria Carlsson
- 1995: Nikolaus Stingl
- 1996: Angela Praesent
- 1997: Marcus Ingendaay
- 1998: Thomas Piltz
- 1999: Michael Walter
- 2000: Sabine Hedinger
- 2001: Melanie Walz
- 2002: Matthias Jendis
- 2003: Harry Rowohlt
- 2004: Eike Schönfeld
- 2005: Helga Pfetsch
- 2006: Frank Günther
- 2007: Dirk van Gunsteren
- 2008: Dieter E. Zimmer
- 2009: Ulrich Blumenbach
- 2010: Hans-Christian Oeser
- 2011: Werner Schmitz
- 2012: Frank Heibert
- 2013: Bernhard Robben
- 2014: Bettina Abarbanell
- 2015: Hainer Kober
- 2016: Andreas Nohl
- 2017: Robin Detje
- 2018: Brigitte Jakobeit
- 2019: Tanja Handels
- 2020: Volker Oldenburg
- 2021: Ingo Herzke
- 2022: Eva Bonné
- 2023: Stefanie Jacobs
- 2024: Stephan Kleiner

## Belege
1. ↑  Pressemitteilung zu der Preisvergabe 2015.